# Armentières-sur-Avre
Armentières-sur-Avre là một xã thuộc tỉnh Eure trong vùng Normandie miền bắc nước Pháp.